# Tumbler

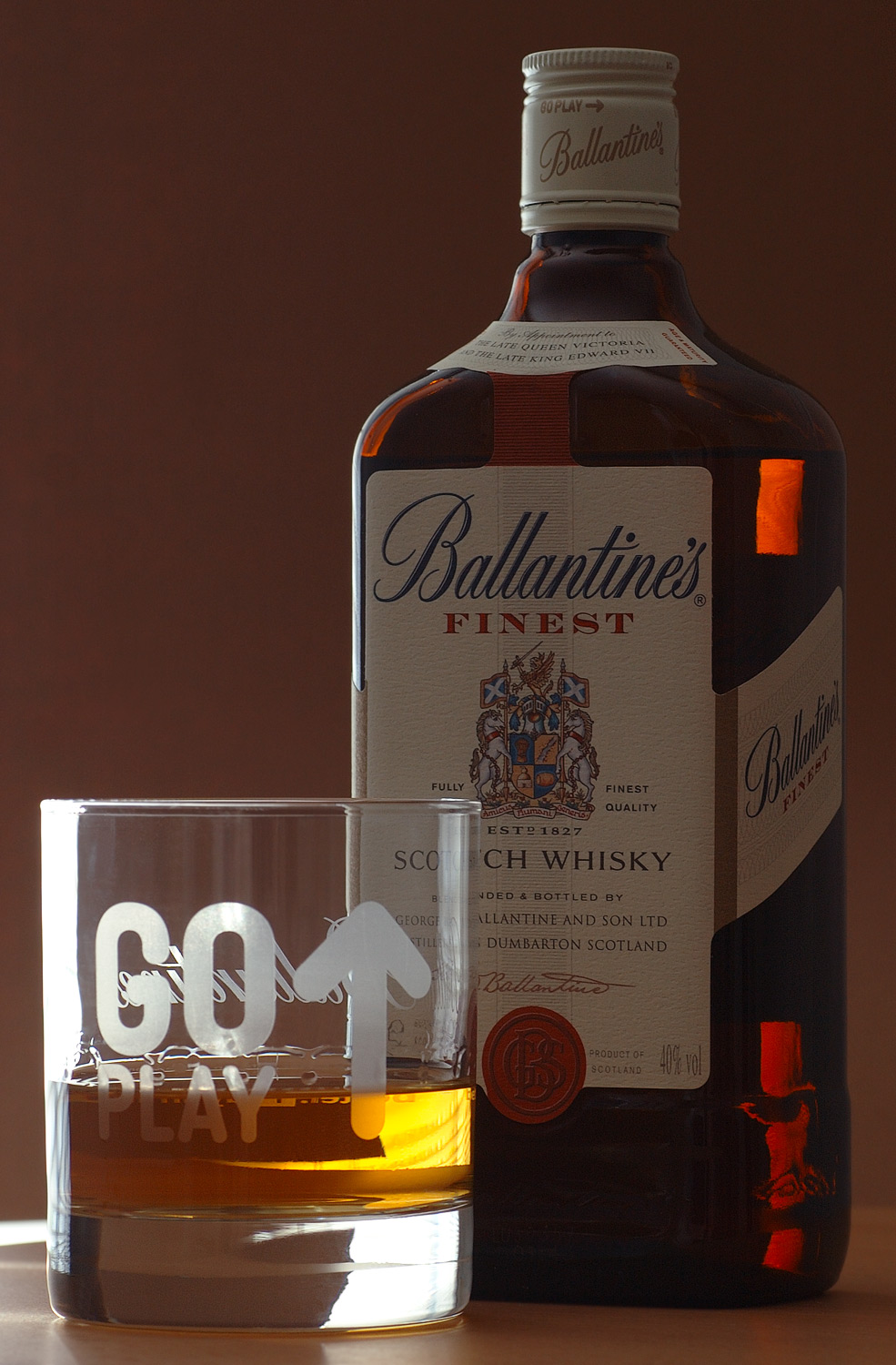
Een tumbler naast een fles blended whisky

Een tumbler is een kort, breed, cilindervormig glas met meestal een dikke bodem. De tumbler wordt veel gebruikt als whiskyglas, maar niet altijd terecht. Voor de whiskysoorten die met ijs of water worden gedronken is een tumbler een goede keuze. Voor de whisky die puur gedronken wordt, zoals de single malt, is een tulpvormig glas (nosing glass) echter een betere keuze, omdat deze de geur van de whisky beter vasthoudt.